# Torcé
Torcé település Franciaországban, Ille-et-Vilaine megyében. Lakosainak száma 1270 fő (2022. január 1.). Torcé Saint-Aubin-des-Landes, Vergéal, Bais, Cornillé, Étrelles és Louvigné-de-Bais községekkel határos.

## Népesség
A település népessége az elmúlt években az alábbi módon változott:
| Lakosok száma | 596  | 681  | 788  | 1144 | 1150 | 1190 | 1187 | 1223 | 1241 | 1270 |
|               | 1968 | 1982 | 1990 | 2006 | 2013 | 2015 | 2017 | 2019 | 2020 | 2022 |